# Tereza Valentová
Tereza Valentová, née le 20 février 2007 à Prague, est une joueuse de tennis tchèque, professionnelle depuis 2024.

## Biographie
Tereza Valentová est la fille de Marcel Valenta et Jitka Janáčková (en). Sa mère est une ancienne kayakiste qui a représenté respectivement la Tchécoslovaquie et la République tchèque aux Jeux olympiques d'été de 1992 et 1996.
Elle s'entraîne à Prague au TK Sparta Praha.

## Carrière
Fin 2022, Tereza Valentová, alors classée n°11 mondiale en junior, permet à son équipe de Tchéquie de parvenir en finale de la Fed Cup Junior, finale qui sera remportée par les États-Unis. 
En septembre 2023, elle parvient en finale de l'US Open junior contre la locale Katherine Hui qui remporte le titre.
À Roland-Garros, elle remporte, en juin 2024, le titre face à sa compatriote Laura Samson. Puis, elle gagne le titre en double avec la Slovaque Renáta Jamrichová, devenant la 5e joueuse dans l'histoire du tournoi à réussir ce doublé.
Elle fait cette année-là ses véritables débuts au niveau professionnel, remportant 38 matchs sur les 45 qu'elle dispute. Elle compte à son palmarès cinq titres dont deux acquis en République Tchèque à Říčany et Staré Splavy. Début 2025, elle enchaîne avec des succès à Porto et Murska Sobota (75 000 $).
En juin 2025, elle remporte le tournoi WTA 125 de Grado en s'imposant en finale face à sa compatriote Barbora Palicová. Quelques semaines plus tard, elle enchaîne en remportant le tournoi WTA 125 de Porto face à la Thaïlandaise Lanlana Tararudee.
Fin juillet 2025, elle parvient en demi-finale du WTA 250 de Prague.

## Palmarès

### Titres en simple en WTA 125
| No | Date       | Nom et lieu du tournoi            | Catégorie | Dotation  | Surface      | Finaliste         | Score         |          |
| -- | ---------- | --------------------------------- | --------- | --------- | ------------ | ----------------- | ------------- | -------- |
| 1  | 09-06-2025 | Citta' di Grado Tennis Cup, Grado | WTA 125   | 115 000 $ | Terre (ext.) | Barbora Palicová  | 6-2, 4-6, 6-1 | Parcours |
| 2  | 14-07-2025 | Eupago Porto Open, Porto          | WTA 125   | 115 000 $ | Dur (ext.)   | Lanlana Tararudee | 6-4, 6-2      | Parcours |

## Parcours en Grand Chelem

### En simple dames
| Année | Open d'Australie | Open d'Australie | Internationaux de France | Internationaux de France | Wimbledon | Wimbledon           | US Open | US Open |
| ----- | ---------------- | ---------------- | ------------------------ | ------------------------ | --------- | ------------------- | ------- | ------- |
| 2025  | —                | —                | 2e tour (1/32)           | Coco Gauff               | Q3        | Anastasia Zakharova |         |         |

N.B. : à droite du résultat se trouve le nom de l'ultime adversaire.

## Parcours en Grand Chelem junior

### Simples filles
| Année | Open d'Australie | Open d'Australie | Internationaux de France | Internationaux de France | Wimbledon       | Wimbledon      | US Open | US Open       |
| ----- | ---------------- | ---------------- | ------------------------ | ------------------------ | --------------- | -------------- | ------- | ------------- |
| 2022  | 3e tour (1/8)    | C. Kempenaers    | 1er tour (1/32)          | V. Jiménez               | 1er tour (1/32) | Sayaka Ishii   | —       | —             |
| 2023  | 1/4 de finale    | Alina Korneeva   | 3e tour (1/8)            | Mayu Crossley            | 2e tour (1/16)  | Taylah Preston | Finale  | Katherine Hui |
| 2024  | 1er tour (1/32)  | Ksenia Efremova  | Victoire                 | Laura Samson             | —               | —              | —       | —             |

N.B. : à droite du résultat se trouve le nom de l'ultime adversaire.

### Double filles
| Année | Open d'Australie                                                                           | Open d'Australie                                                                 | Internationaux de France                                                           | Internationaux de France                                                      | Wimbledon                                                                              | Wimbledon | US Open | US Open |
| ----- | ------------------------------------------------------------------------------------------ | -------------------------------------------------------------------------------- | ---------------------------------------------------------------------------------- | ----------------------------------------------------------------------------- | -------------------------------------------------------------------------------------- | --------- | ------- | ------- |
| 2022  | 1er tour (1/16) A. Šmejkalová \|\| style="text-align:left;" \| Y. Bartashevich K. Zaytseva | 2e tour (1/8) M. Andreeva \|\| style="text-align:left;" \| L. Ćirić S. Costoulas | 1er tour (1/16) C. Kuhl \|\| style="text-align:left;" \| N. Bartůňková C. Naef     | —                                                                             | —                                                                                      |           |         |         |
| 2023  | —                                                                                          | —                                                                                | 1er tour (1/16) A. Šmejkalová \|\| style="text-align:left;" \| M. Ercan L. Udvardy | 2e tour (1/8) W. Sonobe \|\| style="text-align:left;" \| T. Evans A. Hamilton | 2e tour (1/8) N. Bartůňková \|\| style="text-align:left;" \| A. Penickova K. Penickova |           |         |         |
| 2024  | —                                                                                          | —                                                                                | Victoire R. Jamrichová                                                             | T.C. Grant I. Jovic                                                           | —                                                                                      | —         | —       | —       |

N.B. : le nom de la partenaire se trouve sous le résultat ; les noms des ultimes adversaires se trouvent à droite.

## Classements WTA en fin de saison
| Année          | 2022 | 2023 | 2024 |
| Rang en simple | 1357 | 680  | 261  |
| Rang en double | –    | 383  | 415  |

Source : (en) Classements de Tereza Valentová sur le site officiel de la Fédération internationale de tennis